# The Wirtschaftswunder
The Wirtschaftswunder war eine Band der Neuen Deutschen Welle in den frühen 1980er Jahren.

## Geschichte
The Wirtschaftswunder hatte eine internationale Besetzung vorzuweisen: den Sizilianer Angelo Galizia (Sänger), den Tschechen Tom Dokoupil (Gitarre), den Kanadier Mark Pfurtscheller (Keyboard) und den Deutschen Jürgen Beuth (Schlagzeug).
1980 trugen sie zu dem 3-Singles-Pack namens Die Limburger Pest das Stück Der Kommissar bei, das auf der Titelmelodie der gleichnamigen Fernsehserie basierte. Das Stück wurde ein Underground-Hit und war mehrere Monate lang in den Sounds-Charts. Die erste LP Salmobray erschien Anfang 1981 mit größtenteils sehr experimentellen, teils noch sehr punkigen Sounds.
Nach einer Zwangspause wegen eines Tournee-Unfalls unterzeichneten sie einen Vertrag mit der Plattenfirma Deutsche Grammophon, obwohl sie bereits über einen Labeldeal für Dokoupils Label Tausend Augen bei Bernhard Mikulski (damals Pop-Import, später ZYX Music) unter Vertrag waren. Es folgte ein Rechtsstreit, den The Wirtschaftswunder und die Deutsche Grammophon verloren. Deshalb konnte die Band von dem großen Erfolg, den ein Auftritt in der ARD-Fernsehsendung Bio’s Bahnhof  brachte, nicht profitieren. Auf Grund der Rechtsstreitigkeiten ging die zweite LP The Wirtschaftswunder  unter, die geradliniger als der Vorläufer wirkt und auf der sich die Band an einer Kombination von Pop mit experimentellen Elementen versuchte. In der 45-minütigen Jugendsendung "Sagst was d' magst" des Bayerischen Fernsehens spielten sie im Mai 1982 die folgenden drei Titel aus dieser LP live im Studio: "Junge Leute", "La belle et la bête" (Die Schöne und das Biest) und "Die Parade".
1985 löste sich The Wirtschaftswunder auf. Tom Dokoupil ging nach Köln, wo er bis heute aktiv als Musiker, vor allem im Bereich der Film- und Fernsehmusik ist. Angelo Galizia, Mark Pfurtscheller und Jürgen Beuth gründeten die Nachfolgeband Chin Chat und veröffentlichten das Album Introducing (Single: Desire), tourten durch Deutschland und traten in der Fernsehsendung Formel Eins auf. Angelo Galizia ging Ende der 1980er Jahre zurück nach Sizilien. Mark Pfurtscheller ist bis heute aktiv als Musiker, mit eigenen Projekten im Bereich der Elektronik (Ambient, Techno, Trip-Hop), unter anderem mit dem international erfolgreichen Techno-Projekt Kopfuss Resonator und Electric Source. Er betreibt weiterhin das Chin Chat Studio (das ehemalige Wirtschaftswunder Studio). Jürgen Beuth ist ebenfalls aktiver Musiker, arbeitete in verschiedenen Theatermusikprojekten und widmete sich der rhythmischen Erziehung von Kindern und Jugendlichen.

## Diskografie

### Singles
- 1980: Allein
- 1980: Television / Der Kommissar
- 1981: Ich steh auf Hagen (Flexi 7")
- 1982: Der große Mafioso
- 1982: E’succeso in Kabul
- 1982: Der große Mafioso / Das weiße Pferd
- 1984: Pizza

### Alben
- 1981: Salmobray
- 1982: The Wirtschaftswunder
- 1982: Tscherwonez (Musik zum gleichnamigen Film von Gabor Altorjay)
- 1984: Pop Adenauer
- 1991: Die Gute Wahl (Das Beste) (LP/CD)
- 2021: Preziosen & Profanes